# Tryptyk Zwiastowania
Tryptyk Zwiastowania – dzieło niderlandzkiego malarza Rogiera van der Weydena, jedno z wcześniejszych dzieł w twórczości tego artysty. Przykład malarstwa tablicowego doby późnego gotyku. Część środkowa ze sceną "Zwiastowania" znajduje się w paryskim Luwrze, natomiast skrzydła boczne stanowią część zbiorów Galerii Sabauda w Turynie.

## Opis
Jest to tryptyk o wymiarach: 86 × 92 cm (część środkowa), 87 × 36,5 cm (skrzydła). Część środkowa będąca tytułową częścią dzieła zawiera scenę Zwiastowania, która rozgrywa się w komnacie mieszczańskiego domu. Malarz ukazał moment przybycia archanioła Gabriela, na co wskazują lekko uniesione skrzydła i poruszone wiatrem szaty; biała alba i wzorzysty, brokatowy płaszcz. Na przybycie Gabriela Maria reaguje natychmiastowo. Dynamiczny zwrot w stronę Gabriela, meandryczne fałdy długiej granatowej sukni Marii ożywiają kompozycję. Z drugiej zaś strony artysta nadał Marii delikatności, szczególnie w wyrazie twarzy i geście; delikatnie opuszcza księgę. Duch realizmu został uwzględniony również w przedstawieniu wnętrza, lewą stronę zajmuje kominek i gotycka ława, prawą sekretera i wielkie łoże z baldachimem pokryte czerwoną tapicerką. Bogactwo szczegółów i wnikliwa obserwacja detalu cechuje wazon z liliami, dzban na tacy i żyrandol, oraz dwa owoce granatu (zapowiedź Pasji Chrystusa) oraz szklany wazon z wodą święconą. Niewątpliwie twórca tryptyku inspirował się twórczością Jana van Eycka, środkowa część kompozycji (szczególnie realistyczne ukazanie wnętrza mieszczańskiego, wraz z detalami) nawiązuje do Portretu małżonków Arnolfinich wykonanego przez mistrza z Brugii. Od strony ideowej jest to przykład devotio moderna – nurtu pobożności powszechnego wśród mieszczańskiej inteligencji. Stąd wynika powszechne w gotyckim malarstwie niderlandzkim wpisanie wątków religijnych w ówczesne środowisko mieszczańskie.
Na lewym skrzydle artysta ukazał klęczącego donatora, zaś w prawym scenę Nawiedzenia. Tłem dla tych scen jest rozległy krajobraz z architekturą – warownymi budowlami z motywami charakterystycznymi dla XV-wiecznego gotyku.